# ちびまる子ちゃん わたしの好きな歌
『さくらももこワールド ちびまる子ちゃん わたしの好きな歌』（さくらももこワールド ちびまるこちゃん わたしのすきなうた）は、1992年12月19日に公開された日本のアニメーション映画。配給は東宝。
キャッチコピーは糸井重里が担当した「しみじみしましょう」。

## 概要
さくらももこが書いたエッセイ「自分の好きな歌が、実は旧日本軍の戦意高揚歌だった話」を基に脚色し、『めんこい仔馬』をモチーフに絡めたまる子と絵描きのお姉さんの交流の他、様々な音楽による音楽パートが見所となっている。脚本も務めたさくらももこは、ディズニーの『ファンタジア』や、ビートルズの『イエローサブマリン』など、アニメーションと音楽が融合した映像作品に感動し、つねづね音楽シーンでの見せ場を盛り込みたいと考えていたという。そのため、さくらは背景美術の一部も担当している。本作で使用されたセルの枚数は約6万枚で、平均3万枚の2倍以上に及ぶ。
テレビアニメ第1期終了直後に公開されたが、本作は諸事情でテレビアニメの元請けである日本アニメーションが関与しておらず、代わりにさくらの版権管理を行う会社「さくらプロダクション」が製作を行っている。そのためか一部のスタッフが異なる。なお、実制作はテレビアニメ同様、制作協力（グロス請け）の形で亜細亜堂が担当している。
1993年にVHS、LD化されたものの、現在は廃盤。その後30年近くもの間DVD・Blu-ray Disc化がなされていなったため、不定期で行われる衛星放送・ケーブルテレビでの放映や、ミニシアターでの名画上映しか公式に視聴する手段はなく、あとは廃盤ソフトを入手するしかない、という状況が続いていた。日本国内の有料放送チャンネルではフジテレビ721、日本映画専門チャンネル、アニマックス、ディズニー・チャンネル、カートゥーン ネットワークでの放送実績がある。
2022年12月21日に、映画公開30周年を記念して、ようやくセルBlu-ray Disc化・レンタルDVD化がなされた。

## あらすじ
図工の時間に「わたしの好きな歌」というテーマで絵を描くことになった。他のクラスメイトがテーマとする歌を決め、着々と画用紙に思っているイメージを描き表していく中、まる子は音楽の時間で習った『めんこい仔馬』に倣って、仔馬と元々の劇中歌で飼い主だった少年を自分に置き換えたのどかな日常を描こうと決める。
そんな中まる子は母親のおつかいで行った先の静岡の町で似顔絵描きのお姉さん・木村しょう子と出会う。家に飾ってあったお姉さんの絵は幻想的で、まる子はその中の世界観に惹かれていった。お姉さんは本格的に絵描きを目指している身だが、なかなかその才能が認められずにいた。まる子はそれ以降お姉さんの家にたびたび会いに行くようになり、水族館にも遊びに行った。
ある日まる子はお姉さんに図工の授業のことを話し、そして「のどかな『めんこい仔馬』の歌をどう絵で表現したらいいのか教えてほしい」と相談する。しかし、お姉さんは学校では習っていない2番から5番の歌詞を歌い、この歌は決してのどかな歌ではなく戦時中で軍馬として狩り出されていく仔馬を想う曲であることを教える。まる子はその歌詞に衝撃を受け、涙を堪えて仔馬を送り出した少年の気持ちを基にした絵に描きかえる。
そんな気持ちをこめたまる子の絵は賞を取り、お姉さんにそのことを報告しようと家を訪ねる。しかし、お姉さんは恋人の佐藤良一から「北海道の実家へ帰って牧場を継ぐから一緒に来てほしい」とプロポーズを受けていた。その返事に悩むお姉さんに、まる子は「北海道でも絵は描ける」と諭す。しかしそれはお姉さんとの別れを意味していた。

## キャスト
- さくら家
  - まる子 - TARAKO
  - お姉ちゃん - 水谷優子
  - お父さん - 屋良有作
  - お母さん - 鈴木みえ（現・一龍斎貞友）
  - おじいちゃん - 富山敬
  - おばあちゃん - 佐々木優子

- ゲスト
  - 木村しょう子 - 高橋由美子
  - 佐藤良一 - 松本保典
- レギュラー
  - たまえ - 渡辺菜生子
  - 丸尾 - 飛田展男
  - 花輪 - 菊池正美
  - はまじ - 柏倉つとむ（現・カシワクラツトム）
  - 関口 - 津久井教生
  - ブー太郎 - 松井摩味

- 準レギュラー
  - ゆみ子 - 三浦雅子
  - とし子 - 山田妙子（現・川田妙子）
  - みぎわ - ならはしみき
  - 永沢 - 茶風林
  - 藤木 - 中友子
  - 杉山 - 水原リン（現・真山亜子）
  - 大野 - 山口勝平
  - マリ - 折笠愛
  - マキ - 浦和めぐみ

- 教師
  - 戸川先生 - 掛川裕彦
  - 大石先生 - 山本圭子

- 親戚
  - 静岡のおばあさん - 江森浩子
  - 静岡のおじさん - 田中亮一

- 落語家 - 古今亭志ん輔
- ナレーション - キートン山田

## スタッフ
- 企画 - 宮永正隆
- 原作・脚本 - さくらももこ
- キャラクターデザイン - 河内日出夫
- 美術 - 野村可南子
- 作画 - 柳田義明、生野裕子、藤森雅也
- 録音 - 本田保則
- 撮影 - 伊藤修一
- 編集 - 布施由美子
- 音楽 - 千住明、川原伸司
- 演出 - 石井文子、青木佐恵子
- EDアニメーション - 藤森雅也
- 動画チェック - 原鉄夫、中村紀、岡英知
- 動画管理 - 玉川真人
- 色指定 - 田畑陽子、村田恵里子
- セル検査 - 堀江明美
- 特殊効果 - 山本公、西山誠
- 編集 - 野尻由紀子、安藤洋子
- 整音 - 佐藤千明
- 効果 - 今野康之（スワラプロダクション）
- 録音制作 - 会田昌克
- 演技事務 - 高橋卓生
- 録音スタジオ - タクトスタジオ、東京テレビセンター
- 予告編 録音 - 嶋恵子（アーツプロ）
- タイトル - マキ・プロ
- 現像 - 東京現像所
- 協力 - 東海大学海洋科学博物館
- 制作デスク - 東條由之
- 制作進行 - 笠森拓郎、元吉良至、鶴岡吉博
- 制作事務 - 岡本由美子、佐藤真樹
- アニメーションスーパーバイザー - 小林治
- プロデューサー - 清水賢治、岡村雅裕
- 監督 - 芝山努
- 監督・絵コンテ - 須田裕美子
- 制作協力 - （株）亜細亜堂
- 製作 - （株）さくらプロダクション、株式会社フジテレビジョン

## 音楽パート（登場順）
※ 『めんこい仔馬』の時にも独自のアニメーション演出はあるが、エンドロールに曲およびスタッフの紹介がのっていない。
『1969年のドラッグ・レース』
- 作詞：松本隆、作曲：大瀧詠一、編曲：CHELSEA、歌：大滝詠一
- アニメーション演出・作画：湯浅政明

大滝のアルバム『EACH TIME』収録曲。まる子が花輪君の車で静岡まで行くシーンで使用される。アニメーションは演出・作画を担当した湯浅政明によるものである。
『ダンドゥット・レゲエ』
- 作詞：Seribayu、作曲：S.Aten、編曲：井ノ浦英雄、井上憲一、久保田麻琴、ARIBOW、歌：Campur DKI
- アニメーション演出・作画：船越英之

みんなの好きな歌を絵にする時、花輪君が選んだ曲。久保田がプロデュースしたアルバム『チャンプルーDKI』に収録されている。ダンドゥットとはインドネシアの大衆音楽のジャンルであるが、この曲はタイトル通りレゲエの要素も取り入れている。アニメーションは曼荼羅や万華鏡のような繰り返しが随所に見られ、当時はアナログ制作だったにもかかわらず演出面も含めてかなり細かく作り込まれている。内容は、バリのヒンドゥー寺院を訪れた花輪君が踊り子に魅了される心象風景を中心に、バリ舞踊の面、ワヤン・クリ（影絵）、イカット（伝統織物）柄などインドネシアの風物を紹介している。最後に出てくるのはインドネシアの国章である。
『ヒロシの入浴』
- 作曲・編曲：近藤達郎、セリフ：父ヒロシ
- アニメーション演出・作画：芝山努

まる子と父ヒロシがお風呂に入っているシーンで使用される。曲はちびまる子ちゃんイメージアルバム『ごきげん〜まる子の音日記』より。アニメーションの作画は本作の監督である芝山努自ら立候補して手がけた。内容は2人が入浴している湯船が、ジャングルの中をゆっくり移動していくというもの。
『はらいそ』
- 作詞・作曲・編曲・歌：細野晴臣
- アニメーション演出：芝山努

細野のアルバム『はらいそ』収録曲。まる子が出会う絵描きのお姉さんが描いた絵のイメージとして使用される。このアニメーションも芝山が自ら立候補し、『ヒロシの入浴』と掛け持ちで担当することになった。さくら独特のかわいらしいファンシーな世界観で展開される。さくらはお姉さんが描いた絵を描いている。また、曲の終わりの夜になった大都市には「HARAISO」と書かれた看板が確認できる。
『買い物ブギ』
- 作詞：村雨まさを、作曲・編曲：服部良一、歌：笠置シヅ子
- アニメーション演出・作画：湯浅政明

はまじが描いた絵のイメージとして使用される（この曲は祖父が子守唄として歌ってくれたと映画内ではまじ自身が話している）。アニメーションは『1969年のドラッグ・レース』のアニメーションを手がけた湯浅によるもの（原画の一部は他のスタッフが手伝っている）で、内容は買い物に出かけるおばさんが踊ったりするというもの。さくらは湯浅を「一見大人しそうに見えてとんでもないことを次々と思いつく」と評している。
『星を食べる』
- 作詞：滝本晃司、作曲・編曲・歌：たま
- アニメーション演出：小林常夫、作画：重国勇二

たまのアルバム『きゃべつ』収録曲。まる子と絵描きのお姉さんが水族館を見て回るシーンで使用される。歌詞に「ぼくは君の首をそっと絞めたくなる」という部分があり、『ちびまる子ちゃん』の世界観にそぐわないように思えるがそのまま使われており、アニメーションはさくらの作風を生かした内容となっている。
『B級ダンシング』
- 作詞：さくらももこ、作曲：杉真理、編曲：戸田誠司、歌：はまじ・関口・ブー太郎
- アニメーション演出：小林常夫、作画：船越英之

曲はちびまる子ちゃんイメージアルバム『ごきげん〜まる子の音日記』より。はまじとブー太郎と関口が学級委員として目立つ丸尾を見て、自分達も派手に格好良く活躍したいという妄想シーンで使用される。曲およびアニメーションはビートルズ風の内容となっており、はまじ（リードボーカル・リードギター） / ブー太郎（ボーカル・リズムギター） / 関口（ボーカル・ベース） / 永沢（ドラムス）が架空のバンド‘THE BEAKUES（ザ・ビーキューズ）’に扮して、観客で超満員の会場で演奏している。さくらの元夫・宮永正隆がビートルズマニアだったので、楽器や衣装・演奏シーンなどは作画担当の船越英之・小林常夫がビデオを見るなど細かく研究し、アニメーションに生かした。

## エンディング主題歌
『だいすき』
作詞：さくらももこ、作曲：筒美京平、編曲：千住明、歌：高橋由美子（シングル盤：ビクターエンタテインメント）